# Villers-les-Pots
Villers-les-Pots este o comună în departamentul Côte-d'Or, Franța. În 2009 avea o populație de 1,034 de locuitori.

## Evoluția populației
| An        | 1975 | 1982 | 1990 | 1999 | 2006 | 2009  |
| --------- | ---- | ---- | ---- | ---- | ---- | ----- |
| Populație | 790  | 763  | 855  | 871  | 999  | 1,034 |